# Райтер, Людовит
Людовит Райтер (словац. Ľudovít Rajter, также Лайош Райтер, венг. Rajter Lajos; 30 июля 1906, Пезинок — 6 июля 2000, Братислава) — словацкий дирижёр и композитор.
Семья Людовита Райтера имела немецко-венгерские корни. Его отец был учителем, кантором и дирижером хора. Семья Райтера говорила на трех языках: венгерском, немецком и словацком.
После окончания в 1920 Городской школы музыки в Братиславе Райтер поступил в Словацкую школу музыки, где обучался фортепиано и виолончели, а после её завершения поступил в 1929 в Венскую высшую школу музыки и изобразительного искусства, которую закончил в 1929, начав преподавательскую деятельность в Высшей Братиславской музыкальной школе. В то же время он обучался композиции в Будапеште у Эрнё Донаньи. Ученик и ассистент К. Крауса в 1939 - 1945 годах. В 1933 он возглавил новый Оркестр Венгерского радио в Будапеште и руководил им до 1945, став через год после этого главным дирижёром Симфонического оркестра Чехословацкого радио в Братиславе. В 1949, основав совместно с Вацлавом Талихом Словацкий филармонический оркестр, Райтер стал одним из двух его главных дирижёров до 1952 года, и вновь возглавлял его единолично с 1953 по 1961 годы, однако продолжал в дальнейшем работать с оркестром до 1976 года; одновременно в 1968—1976 гг. он вновь стоял во главе Симфонического оркестра Чехословацкого радио в Братиславе.
Его произведения включают в себя балеты, сюиты, квартеты, сочинения для органа и духового ансамбля.